# مارتين دي أورثوا
مارتين دي أورثوا إيه أريثميندي (بالإسبانية: Martín de Urzúa y Arizmendi)‏ هو أول كونت لليثاراجا وفارس من فرسان سانتياجو. وُلد عام 1653 في منطقة نابارا في إسبانيا. وتُوفي في الفلبين في 4 فبراير عام 1715. يُعتقد أنه آخر القادة من منظور معايير الحضارة الحديثة في عصر أمريكا الإسبانية، وبيتين، ولذلك، منحه ملك إسبانيا لقب مختار بيتين. وهو الفعل الذي أكسبه ثقلًا وكفاءة في الميادين التأريخية والاستكشافية والحربية.

## غزو بيتين
استولى مارتين دي أورثوا على نوخبيتين، المعروفة أيضًا باسم تاياسال، عاصمة مملكة الإيتزا. وبهزيمة الإيتزا، خضع آخر معقل مستقل وغير منهزم للمايا في أمريكا الوسطى للغزاة الأوروبيين. وفي عام 1697، خرجت الحملة الخاصة بقيادة مارتين دي أورثوا من يوكاتان والتي أسفرت عن الهزيمة النهائية للممالك المستقلة في وسط بيتين، ودمجها في الإمبراطورية الإسبانية.